# Avraham Adan
Avraham „Bren“ Adan (hebrejsky אברהם "ברן" אדן‎, rodné jméno Avraham Eidelson; 5. října 1926, Kfar Gil'adi – 28. září 2012, Ramat ha-Šaron) byl izraelský generál, který v roce 1974 velel jižnímu velitelství izraelských obranných sil. V armádě sloužil v letech 1943 až 1977; před vznikem Izraele v elitních úderných jednotkách Palmach, po roce 1948 v izraelské armádě. V letech 1974 až 1977 působil jako vojenský atašé na izraelské ambasádě ve Washingtonu.

## Život
Narodil se v kibucu Kfar Gil'adi ještě za dob britské mandátní Palestiny (od roku 1948 Izrael) jako Avraham Eidelson. Během izraelské války za nezávislost velel rotě 8. praporu brigády Negev a zúčastnil se operace Uvda, při níž brigáda dobyla jordánské stanoviště Um Rašraš (dnes město Ejlat), které se stalo nejjižnějším území nově vzniklého státu. Byl to právě Adan, kdo na dobytém území pověsil tzv. Inkoustovou vlajku, což se podařilo zvěčnit na slavné fotografii. Tato událost bývá přirovnávána ke vztyčování vlajky na ostrově Iwodžima.
V roce 1949 nastoupil k obrněným sborům a založil první jednotku tanků M4 Sherman v izraelské armádě. Během sinajské války v roce 1956 velel 82. praporu 7. obrněné brigády na Sinaji a porazil několik egyptských jednotek. Po válce se stal operačním důstojníkem obrněných sborů, posléze velitelem 7. brigády a školy obrněných sborů. Během šestidenní války v roce 1967 byl zástupcem velitele obrněných sborů a 31. obrněné divize a opět se zúčastnil bojů na Sinaji. Dne 10. března 1969 se stal velitelem obrněných sborů izraelské armády.
Když v říjnu 1973 vypukla jomkipurská válka, měl na starosti obranu severní části izraelské obrany, Bar Levovy linie, podél Suezského průplavu. Jeho 162. divize utrpěla mezi 6. a 8. říjnem těžké ztráty při opakovaných pokusech zastavit egyptský útok a zatlačit Egypťany zpět na egyptskou část průplavu. Později během této války se svou jednotkou překročil průplav v rámci operace Stouthearted Men v oblasti Velkého Hořkého jezera. Poté pokračovali jižním směrem ke městu Suez, kde obklíčili egyptskou třetí armádu.
V letech 1944 až 1977 sloužil jako vojenský atašé na izraelské ambasádě ve Washingtonu.
Patřil mezi zakladatele kibuců Nirim a Gvulot.